# Chironomus obscuripennis
Chironomus obscuripennis är en tvåvingeart som först beskrevs av Holmgren 1869.  Chironomus obscuripennis ingår i släktet Chironomus och familjen fjädermyggor.
Artens utbredningsområde är Norge. Inga underarter finns listade i Catalogue of Life.